# Bertran de la Borda
Bertran de la Borda fou un escultor i mestre d'obres basc del segle xv.
La seva activitat es desenvolupà a Lleida quan la ciutat vivia una gran època creativa gràcies a la incorporació de les noves modes internacionals, afavorit per l'arribada de mestres forans i a la renovació dels escultors locals. Aquesta període l'inicià Rotllí Gautier, i el continuà Jordi Safont i el seu deixeble Bertran de la Borda.
Entre el 1443 i el 1485 Bertran de la Borda era mestre d'obres a Lleida. I entre 1462 i 1485 va ser mestre d'obres a la Seu Vella de Lleida. Tot i que ja es documenta per primer cop l'any 1451. De fet, el 1460 va fer el nou Sant Joan Baptista de la Porta dels Apòstols, que substituïa la imatge original de Guillem Solivella. Sembla que també intervingué en el sepulcre de Gallart.
També se li atribueix la Mare de Déu de la façana principal de l'Hospital de Santa Maria de Lleida.
El 1481 Bertran de la Borda viatja a Cervera, per valorar les obres de l'església de Santa Maria de Cervera.